# آرون پولاک
آرون پولاک (انگلیسی: Aron Pollock؛ زادهٔ ۲۳ مارس ۱۹۹۸) بازیکن فوتبال اهل بریتانیا است.
از باشگاه‌هایی که در آن بازی کرده‌است می‌توان به باشگاه فوتبال لیتون اورینت اشاره کرد.